# أليخاندرو خارا
أليخاندرو خارا (بالإسبانية: Alejandro Jara) (من مواليد 1949 في سانتياغو، تشيلي) هو نائب المدير العام لمنظمة التجارة العالمية (WTO). وقد شغل هذا المنصب منذ عام 2005. وبدأت حياته المهنية في عام 1976 عندما انضم إلى السلك الدبلوماسي لتشيلي تركز في المقام الأول على العلاقات الاقتصادية الدولية. من عام 1979 إلى عام 1984 خدم في وفد تشيلي بمنظمة الجات (GATT)، وأعير إلى المنظومة الاقتصادية لأمريكا اللاتينية في كاراكاس منسقاً لشئون السياسة التجارية. عين مديراً للشئون الاقتصادية الثنائية في عام 1993 ومدير الشئون الاقتصادية المتعددة الأطراف في عام 1994. وفي الفترة من 1996 إلى 1997 كان مسئولاً كبيراً في منتدى التعاون الاقتصادي لدول آسيا والمحيط الهادئ (ابيك) ونائب كبير المفاوضين لاتفاق تشيلي وكندا للتجارة الحرة، واتفاقية التجارة الحرة لتشيلي والمكسيك. في عام 1999 عين مديراً عاماً للعلاقات الاقتصادية الدولية. وبصفته سفير فقد عين في عام 2000 الممثل الدائم لتشيلي لدى منظمة التجارة العالمية في جنيف. ومن 2000-2005 شغل العديد من المناصب الدبلوماسية والوزارية، بما في ذلك رئيس لجنة التجارة والبيئة التابعة لمنظمة التجارة العالمية في عام 2001 ، ورئيس الدورة الاستثنائية لمجلس التجارة للخدمات في عام 2002. كما كتب العديد من أوراق التجارة الدولية.